# Ecnomus mithrakai
Ecnomus mithrakai är en nattsländeart som beskrevs av Malicky 1979. Ecnomus mithrakai ingår i släktet Ecnomus och familjen trattnattsländor. Inga underarter finns listade i Catalogue of Life.